# Ширлі Гендерсон
Ширлі Гендерсон (англ. Shirley Henderson; нар. 24 листопада 1965) — британська акторка театру, кіно та телебачення.

## Життєпис
Народилась 24 листопада 1965 року у шотландському селі Форрес в області Морей. Дитинство провела у Кінкардині (Файф, Шотландія).
Ще у дитячому віці Гендерсон почала співати на благодійних вечорах, різних святах та в місцевих клубах. Після школи вона відвідувала театральний гурток. У 17 років, закінчивши коледж у Файфі, переїхала до Лондона, де три роки вивчала акторську майстерність у Гілдголській школі музики та театру.
Вперше Ширлі Гендерсон з'явилася на екрані у дитячому телесеріалі «Тінь каменю» (1987), де грала головну роль. Довгий час після того грала в театрі. У 1990-ті роки, не полишаючи театральної сцени, вона повернулася на екран, зігравши спочатку невелику роль у телесеріалі про Другу світову війну «Побажай мені удачі» (1990), а потім роль Ізабель Сазерленд в серіалі BBC «Геміш Макбет» (1995—1997). Тоді ж акторка виконала роль Мораг у фільмі «Роб Рой» за романом Вальтера Скотта, а 1996 року — роль Гейл у стрічці «На голці» Денні Бойла. У цей час вона також багато грала в Королівському національному театрі. 1999 року вона отримала можливість вигідно продемонструвати свої вокальні дані у фільмі «Гармидер» Майка Лі, а також зіграла помітну роль у фільмі «Чарівна країна» Майкла Вінтерботтома.
2001 року з'явилася у ролі Джуд в «Щоденнику Бріджит Джонс». У 36-річному віці зіграла 13-річну Плаксиву Мірту (вірніше, її привида) у фільмі «Гаррі Поттер і таємна кімната» (2002). 2006 року виконала роль принцеси Софії-Філіппіни у фільмі «Марія-Антуанетта». 2008 року з'явилася в телефільмі «Вбити легко» — епізоді телесеріалу «Міс Марпл Агати Крісті», де зіграла Гонорію Вейнфлет. 2015 року зіграла Імму у фільмі «Казка казок» Маттео Гарроне.
2018 року отримала Премію Лоуренса Олів'є як найкраща акторка в мюзиклі за роль Елізабет у «Дівчина з Півночі» (англ. Girl from the North Country).

## Вибрана фільмографія
| Рік       |    | Українська назва                    | Оригінальна назва                        | Роль                      |
| --------- | -- | ----------------------------------- | ---------------------------------------- | ------------------------- |
| 1987      | с  | Тінь каменю                         | Shadow of the Stone                      | Елізабет Фіндлі           |
| 1990      | с  | Побажай мені удачи                  | Wish Me Luck                             | Сільві                    |
| 1995—1997 | с  | Геміш Макбет                        | Hamish Macbeth                           | Ізабель Сазерленд         |
| 1991      | с  | Кларисса знає все                   | Clarissa Explains it All                 | Саллі                     |
| 1994      | ф  | Сіль на нашій шкірі                 | Salz auf unserer Haut                    | Мері                      |
| 1995      | ф  | Роб Рой                             | Rob Roy                                  | Мораг                     |
| 1996      | ф  | На голці                            | Transpotting                             | Гейл                      |
| 1999      | ф  | Гармидер                            | Topsy-Turvy                              | Леонора Брем              |
| 1999      | ф  | Чарівна країна                      | Wonderland                               | Деббі                     |
| 2000      | ф  | Золотий пил                         | The Claim                                | Енні                      |
| 2001      | ф  | Щоденник Бріджит Джонс              | Bridget Jones's Diary                    | Джуд                      |
| 2002      | ф  | Гаррі Поттер і таємна кімната       | Harry Potter and the Chamber of Secrets  | Плаксива Мірта            |
| 2002      | ф  | Під гіпнозом                        | Close Your Eyes                          | детектив Джейн Люсі       |
| 2002      | ф  | Одного разу в середній Англії       | Once Upon a Time in Midland              | Ширлі                     |
| 2002      | ф  | Вілбур хоче покінчити з собою       | Wilbur Wants to Kill Himself             | Еліс                      |
| 2002      | ф  | Вілла Троянд                        | Villa des Roses                          | Елла                      |
| 2003      | ф  | Американські кузени                 | American Cousins                         | Еліс                      |
| 2003      | ф  | Розрив                              | Intermission                             | Саллі                     |
| 2003      | с  | Останній король                     | Charles II: The Power & the Passion      | Катерина Браганса         |
| 2004      | ф  | Брудне кохання                      | Dirthy Love                              | Шарлотта                  |
| 2004      | ф  | Бріджит Джонс: Межі розумного       | Bridget Jones: The Edge of Reasons       | Джуд                      |
| 2005      | ф  | Гаррі Поттер і келих вогню          | Harry Potter and the Goblet of Fire      | Плаксива Мірта            |
| 2005      | с  | Велика ідея Ейнштейна               | Einstein's Big Idea                      | Мілева Марич              |
| 2006      | ф  | Марія-Антуанетта                    | Marie Antoinette                         | принцеса Софія-Філіппіна  |
| 2007      | с  | Доктор Хто: Кохання і монстри       | Doctor Who: Love & Monsters              | Урсула Блейк              |
| 2008      | с  | Міс Марпл Агати Крісті: Вбити легко | Agatha Christie's Marple: Murder Is Easy | Гонорія Вейнфлет          |
| 2008      | ф  | Міс Петтігрю живе одним днем        | Miss Pettigrew Lives for a Day           | Едіт                      |
| 2009      | ф  | Життя за воєнних часів              | Life During Wartime                      | Джей Джордан Мелленкамп   |
| 2010      | ф  | Обхід Міка                          | Meek's Cutoff                            | Глорія Вайт               |
| 2010      | ф  | Лускунчик і Щурячий Король          | The Nutcracker in 3D                     | Лускунчик (голос)         |
| 2012      | тф | Острів скарбів                      | Treasure Island                          | Мег Гокінс                |
| 2012      | ф  | Анна Кареніна                       | Anna Karenina                            | мадам Картасова           |
| 2013      | ф  | Щодня                               | Everyday                                 | Карен                     |
| 2013      | ф  | Багно                               | Filth                                    | Банті                     |
| 2013      | ф  | Король сексу                        | The Look of Love                         | Расті Гамфріс             |
| 2014      | тф | Таверна «Ямайка»                    | Jamaica Inn                              | Ганна                     |
| 2015      | ф  | Казка казок                         | Il racconto dei racconti                 | Імма, молодша сестра Дори |
| 2016      | ф  | Дитина Бріджит Джонс                | Bridget Jones's Baby                     | Джуд                      |
| 2016      | ф  | Т2 Трейнспоттінг                    | T2 Trainspotting                         | Гейл                      |
| 2017      | ф  | Окча                                | Okja                                     | Дженніфер                 |
| 2018      | тф | Вбивства за алфавітом               | The ABC Murders                          | Роуз Марбері              |
| 2019      | ф  | Зоряні війни: Скайвокер. Сходження  | Star Wars: The Rise of Skywalker         | Рубі Фрік (голос)         |
| 2022      | ф  | Як вони біжать                      | See How They Run                         | Агата Крісті              |
| 2023      | с  | Гільда                              | Hilda                                    | Фея Казкового Ми (голос)  |
| 2025      | ф  | Бріджит Джонс: Закохана у хлопця    | Bridget Jones: Mad About the Boy         | Джуд                      |
| 2025      | с  | Відділ нерозкритих справ            | Department Q                             | Клер Марш, економка       |